# Hubert Seipel

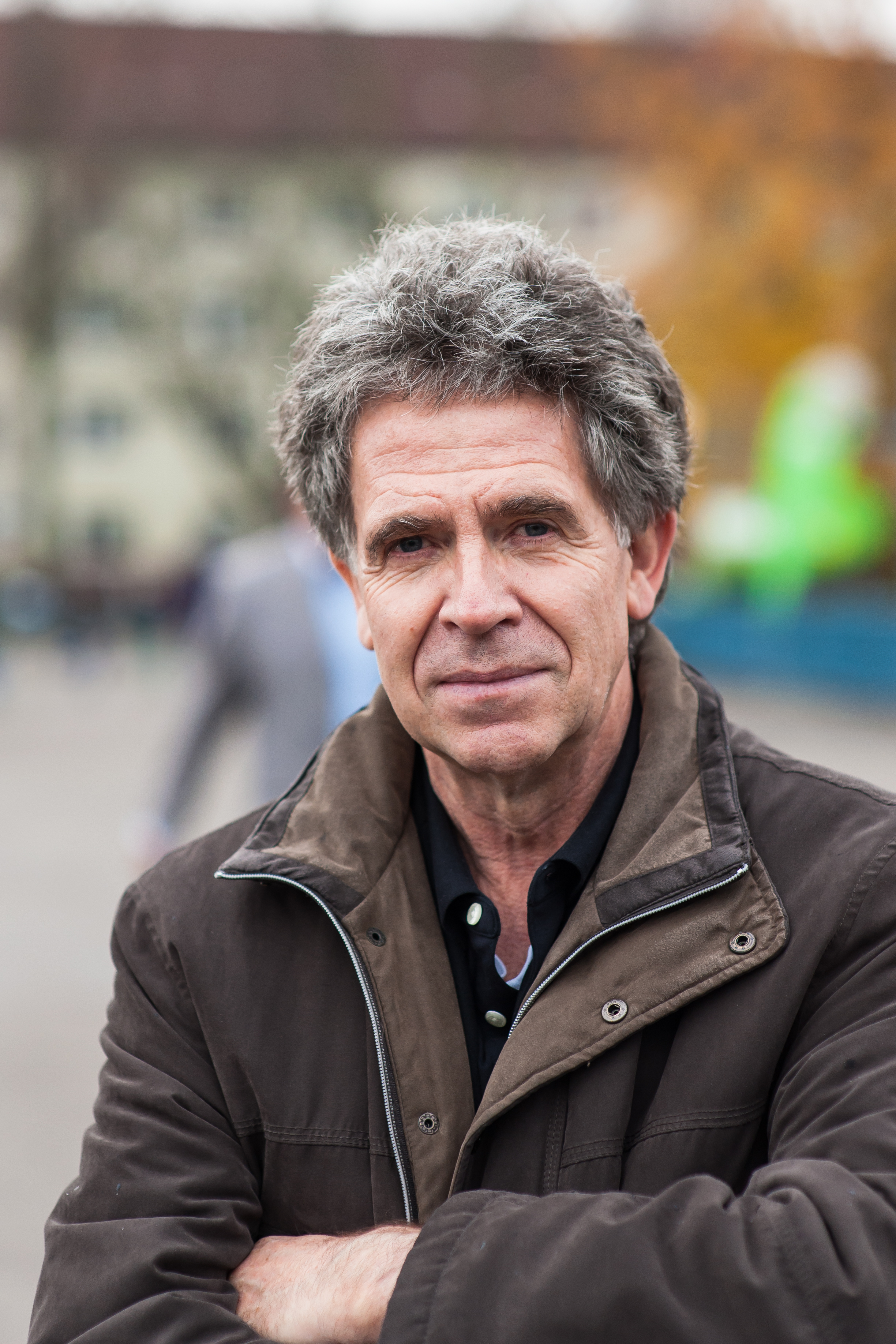
Hubert Seipel (2014)

Hubert Seipel (* 1950 in Wasserlos, Unterfranken) ist ein deutscher Journalist und Dokumentarfilmer. Er produzierte wiederholt Filme, Bücher und Interviews mit dem russischen Präsidenten Wladimir Putin und erhielt hohe Summen aus dem Umfeld der russischen Führung, legte diese aber nicht offen. Deshalb wurde er 2024 aus dem Journalistenverein Netzwerk Recherche ausgeschlossen, da er gegen die Regeln des unabhängigen Journalismus verstoßen und der Glaubwürdigkeit der Medien schwer geschadet habe.

## Leben
Seipel studierte Politik- und Geschichtswissenschaft an der Philipps-Universität Marburg, außerdem Politikwissenschaft an der London School of Economics.
Er war für den Hessischen Rundfunk tätig. Für den Stern und den Spiegel arbeitete er unter anderem als Auslandskorrespondent. 1985 veröffentlichte er ein Sachbuch über die Flick-Affäre und den Steuerfahnder Klaus Förster, der den Parteispendenskandal aufgedeckt hatte.
Ab 1991 arbeitete er für das ZDF, den WDR und den NDR. Er dokumentierte die VW-Korruptionsaffäre (Die Macht, die Gier und der Größenwahn – Wie der Milliardär Ferdinand Piëch und der Schmied Klaus Volkert VW beherrschten), porträtierte den russischen Gaskonzern Gazprom (Gigant Gazprom – Die Deutschen und ihr Gas aus dem Osten) und ging der Affäre um die Bankenholding Hypo Real Estate nach (Gier und Größenwahn). Er führte das weltweit erste Fernsehinterview mit Edward Snowden nach den Snowden-Leaks, das die ARD am 26. Januar 2014 ausstrahlte.

## Publikationen über Wladimir Putin

### Porträts und Bücher
2011 und 2012 begleitete Seipel den russischen Präsidenten Wladimir Putin über Monate für die Dokumentation Ich Putin – ein Porträt zur russischen Präsidentschaftswahl 2012, die in der ARD ausgestrahlt wurde. Am 14. November 2014 führte er in Wladiwostok ein ausführliches Interview mit Putin, das die ARD-Talkshow Günther Jauch am 16. November 2014 sendete. Das Interview wurde sehr kontrovers kommentiert.
Kritiken reichten von Lob für Seipels zurückgenommene Gesprächsführung und die anschließende Analyse durch die Jauch-Runde („Sternstunde des Ersten“, von Handelsblatt-Korrespondent Hans-Peter Siebenhaar) bis zum Vorwurf, journalistische Standards zu verletzen und mit einseitiger Gesprächsführung die russische Staatspropaganda unterstützt zu haben (Focus). In einem Interview zu seinem Buch Putin. Innenansichten der Macht kritisierte Seipel 2015 den Begriff „Putinversteher“ in der politischen Debatte.
Seipel veröffentlichte 2015 und 2021 zwei Bücher über Putin.
Götz Hamann urteilte 2024 in der Zeit, dass Seipels Bücher „dermaßen Putin-freundlich“ sind, dass sie von „politischem Lobbying nicht mehr zu unterscheiden“ sind. Kritik an Putin oder Missstände in Russland benennt Seipel danach keine.

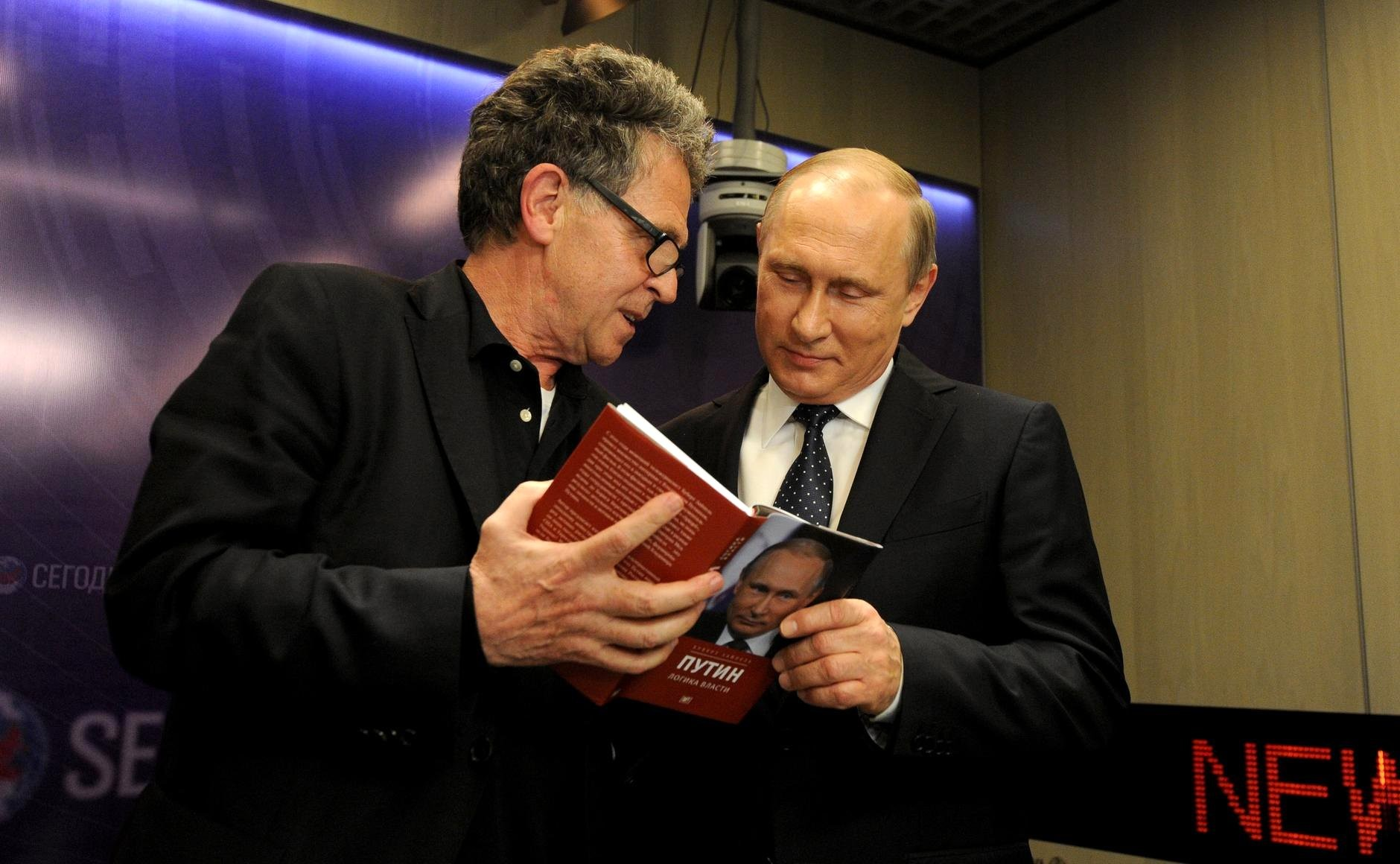
Seipel und Wladimir Putin bei Rossija Sewodnja mit der russischen Übersetzung seines Buchs Putin. Innenansichten der Macht (2016)

### Geldflüsse aus Russland
Im November 2023 wurde ein geheim gehaltenener Sponsorenvertrag von 2018 zugunsten Seipels in Höhe von 600.000 Euro bekannt. Die Zahlung erfolgte durch einen Vertrauten Putins, den russischen Oligarchen Alexei Mordaschow. Verdeckt über die Briefkastenfirma De Vere Worldwide Corporation mit Sitz auf den Britischen Jungferninseln wurde Seipel gefördert, um ein Buch „über die politische Landschaft in der Russischen Föderation“ zu schreiben. Eine handschriftliche Notiz auf Seipels Vertrag mit der De Vere Worldwide Corporation deutet auf einen ähnlichen Vertrag von 2013 für seine Putin-Biografie hin. Gegenüber dem NDR räumte Seipel den Abschluss von zwei Verträgen in den Jahren 2013 und 2018 sowie den Erhalt von Geld von Mordaschow ein, bestritt aber eine Einflussnahme durch diesen.
Die Enthüllungen stehen im Zusammenhang mit der Recherche Cyprus Confidential internationaler Medien zum Einfluss Russlands auf westliche Staaten.
Seipel hatte zuvor mehrmals abgestritten, Honorare aus Russland erhalten zu haben: 2014 im Gespräch mit Günther Jauch und 2021 in der Radiosendung SWR1 Leute.
Der NDR, für den Seipel die Dokumentation Ich Putin – ein Porträt gedreht hatte, gab an, von entsprechenden Zahlungen nichts gewusst zu haben. Er ließ verlauten, dass Seipel „eine etwaige Interessenkollision, wie […] eine Bezahlung“ hätte angeben müssen, und setzte eine Untersuchungskommission ein. Man prüfe auch rechtliche Schritte.
Auch der Verlag Hoffmann und Campe kündigte eine Überprüfung an und stoppte den Vertrieb der beiden Seipel-Bücher über Russland. Das Grimme-Institut kündigte eine Prüfung an, ob man Seipel den Grimme-Preis wieder aberkennt.
Markus Wehner schrieb anlässlich der Causa in der FAZ, dass deutsche Talkshows des öffentlich-rechtlichen Fernsehens „Putin-Versteher“ und „Kreml-Apologeten“ jahrelang hofiert hätten. Laut Focus lagen dem WDR bereits 2012 Hinweise auf eine Einflussnahme aus dem Kreml vor.
Ende Januar 2024 gab das Grimme-Institut nach Rücksprache mit der Jury von 2009 bekannt, den Preis nicht abzuerkennen. Als Begründung wurde unter anderem angeführt, dass der ausgezeichnete Film keinen Russlandbezug habe. Seipel wurde im Juli 2024 aus dem Journalistenverein Netzwerk Recherche ausgeschlossen, da die geheime Annahme von Geldzahlungen aus dem Umfeld des Kremls als massive journalistische Verfehlung eingeschätzt wird.

## Sanktionen durch die kanadische Regierung
Seit Februar 2025 darf Seipel nicht mehr nach Kanada einreisen. Die Regierung in Ottawa setzte ihn neben weiteren 31 Personen auf eine Sanktionsliste. Zur Begründung wurde angeführt, die auf diese Weise Sanktionierten hätten dazu beigetragen, russische Propaganda zur Manipulation der Öffentlichkeit zu verbreiten. Seipel wird auch vorgeworfen, den russischen Angriffskrieg gegen die Ukraine unterstützt zu haben.

## Ehrungen und Auszeichnungen
- 2006: Deutscher Fernsehpreis / Helmut-Schmidt-Journalistenpreis, für seine Dokumentation Und du bist raus. Wie Investoren die Traditionsfirma Grohe auspressen.[32]
- 2009: Adolf-Grimme-Preis in der Kategorie Information & Kultur, für Leben und Sterben für Kabul, eine von NDR und WDR in der Reihe die story koproduzierte Dokumentation über den ISAF-Einsatz der Bundeswehr in Afghanistan.[33]
- 2014: Deutscher Fernsehpreis in der Kategorie „Beste Information“,[34] für das weltweit erste Fernseh-Interview mit Edward Snowden.

## Filmliste
- China – die neue Weltmacht (ARD, 2019)
- Abgehört und abgenickt (ARD/NDR, 2017)[35]
- Edward Snowden exclusiv – Das Interview (ARD/NDR 2014)[36]
- Die Syrienfalle – Deutschland und der Krieg gegen Assad (ARD, 2013)[37]
- Chaostage – Merkels Kampf um den Euro (ARD/NDR, 2012)[38]
- Ich Putin – ein Porträt (ARD, NDR, MDR, rbb, Servus TV, 2012)[39]
- Wohin marschiert die Armee? (ARD/NDR, 2011)
- So teuer wie möglich – der letzte Kampf der Atomindustrie (ARD/NDR 2011)
- Die Welt des Josef Ackermann – Wie die Deutsche Bank das Land umkrempelt (WDR/NDR, 2010)
- Gier und Größenwahn – Wie die Politik bei der Banken-Rettung über den Tisch gezogen wurde (WDR TV-Dokumentation, 2010)
- Leben und Sterben für Kabul – Wie Deutschland am Hindukusch die Freiheit verteidigt (NDR/WDR, 2009) / Adolf-Grimme-Preis 2009
- Gigant Gazprom – Die Deutschen und Ihr Öl aus dem Osten (WDR, 2009)
- Joschka – eine Karriere / Im schnellen Marsch durch die Institutionen (ZDF, 2008)
- Die Macht, die Gier und der Größenwahn – Dokumentation zum VW-Korruptionsskandal (WDR/NDR, 2007)
- Und du bist raus – Wie Investoren die Traditionsfirma Grohe auspressen (ARD/WDR TV-Dokumentation, 2006) / Helmut-Schmidt Preis 1. Platz
- Der Poker um das schwarze Gold – Wie Spekulanten den Ölpreis hochtreiben (WDR, 2006)
- Opel ist nur der Anfang – die Story (WDR, 2005)
- Das Gehirn: Al Zawahirii – Stationen eines Glaubenskriegers (WDR, 2004)
- Vom Niedergang der Genossen die Story (WDR, 2004)
- Auge um Auge, Zahn um Zahn – das Feilschen der Agenten (ARD/WDR, 2004)
- Herr, gib mir Geduld, aber sofort! Die Gratwanderung des Superministers Wolfgang Clement (WDR, 2004)
- Operation Blindflug – das Versagen der US-Agenten (WDR/Arte, 2002)
- Im Griff der roten Kaiser – fünf Jahrzehnte besetztes Tibet (ZDF, 2002)
- Für uns oder gegen uns die Story (WDR, 2001)
- Agent Mauss – das Ende des Schattenmannes (ZDF, 1999)
- Chronik eines angekündigten Krieges (ZDF-Dokumentation über den Kosovokrieg, 1999)
- Der Kampf um’s Wasser – der gestohlene Euphrat (ZDF, 1998)
- Im Griff der Generäle – wie das Militär in der Türkei mitregiert (ZDF, 1998)
- Blut für Diamanten – Executive outcome (ZDF, 1997)
- Brudermord im Namen Allahs (ZDF, 1996)
- Die Faust des Propheten (ZDF, 1996)
- Ein König auf der Kippe (ZDF, 1995)
- Staatsterror aus Teheran (ZDF, 1994)

## Schriften
- Der Mann, der Flick jagte. Die Geschichte des Steuerfahnders Klaus Förster. Gruner und Jahr, Hamburg 1985, ISBN 3-570-05884-0.
- Putin. Innenansichten der Macht. Hoffmann und Campe, Hamburg 2015, ISBN 978-3-455-50303-6.
  - russisch: Putin. Logika wlasti, Wremja, Moskau 2016, ISBN 978-5-9691150-8-8.
- Putins Macht. Warum Europa Russland braucht. Hoffmann und Campe, Hamburg 2021, ISBN 978-3-455-00286-7.[40]

## Hörbücher (Auswahl)
- Putins Macht – Warum Europa Russland braucht, 527 Min. gelesen von Klaus B. Wolf, ABOD Verlag, 2021, ISBN 978-3-95471-853-5.